# Vall de Cardós
Vall de Cardós är en kommun i Spanien.   Den ligger i provinsen Província de Lleida och regionen Katalonien, i den nordöstra delen av landet, 500 km nordost om huvudstaden Madrid. Antalet invånare är 406. Arean är 56 kvadratkilometer. Vall de Cardós gränsar till Lladorre, Alins, Esterri de Cardós, Tírvia, Llavorsí och La Guingueta d'Àneu. 
Terrängen i Vall de Cardós är huvudsakligen bergig, men den allra närmaste omgivningen är kuperad.